# هجوم مقلى (2020)
كان هجوم مقلى حملة عسكرية خاضتها القوات المسلحة الإثيوبية والجبهة الشعبية لتحرير تيغراي للوصول إلى مدينة مقلى في منطقة تيغراي خلال حرب إقليم تيغراي.

## الجدول الزمني

### 17 نوفمبر
وقد تعرضت مقلى لضربة جوية أدت إلى مقتل مدنيين إثنين وإصابة عدة آخرين. كما ألحقت الضربة أضرارا بالطرق والجسور والمنازل. ولم يعرف بعد من قام بالضربة الجوية حيث نفت الحكومة الاثيوبية استهداف المدنيين. واتهمت الحكومة الإثيوبية الجبهة الشعبية لتحرير تيغراي بتفجير أربعة جسور رئيسية تؤدي إلى مقلى فيما نفت الجبهة هذه الاتهامات.

### 18 نوفمبر
واستولت القوات الإثيوبية على شيرة وأكسوم دون وقوع أي قتال في الصباح. وفي حوالي الساعة التاسعة صباحا، كانت القوات الإثيوبية تتقدم نحو مقلى على ثلاثة طرق من الجنوب والشرق والشمال الغربي على بعد حوالي 200 كيلومتر من المدينة. واعلن رئيس أركان قوات الدفاع الاثيوبية برهانو جولا عزمه على تطويق مقلى للقبض على قوات جبهة التحرير تغراي.

### 19 نوفمبر
وقال زعيم الجبهة ان مقلى تعرض للقصف ولكنه لم يعط اية تفاصيل عن الخسائر أو الاصابات. وقال رضوان حسين، المتحدث الرسمي باسم الحكومة، إن القوات الحكومية تقترب من مقلى وحصدت انتصارات متعددة واستولت على عدد من المدن في حملتها باتجاه عاصمة الإقليم.

### 20 نوفمبر
تعرضت مقلى لضربة جوية ألحقت ضررا كبيرا بجامعة مقلى، مما أدى إلى إصابة عدة مدنيين.

### 22 نوفمبر
أعلن المتحدث العسكري باسم الجيش الإثيوبي، العقيد ديجين تسيغاي، أنه سيتم محاصرة مقلى وقصفها، مطالبا المدنيين التقراي بالفرار من المدينة لأن القوات الإثيوبية لن ترحم. وقال زعيم جبهة تحرير تقراي ديبرتسن جبريمايكل ان قواته قد أوقفت القوات الاثيوبية على الجبهة الجنوبية.

## ما بعد
قالت اللجنة الدولية للصليب الأحمر التي زارت مقلى بعد المعركة إن المستشفيات تواجه صعوبات في توفير الرعاية الصحية للمرضى. 80% من الناس في مستشفى ايدر للإحالة أصيبوا برضوض. مما تسبب في تعليق خدمات أخرى. كما يواجه المستشفى نقصا في حقائب الجثث. كما نفذ الغذاء في منطقة تيغراي، مما أدى إلى قيام 1,000 لاجئ إريتري بطلب الغذاء وغير ذلك من المساعدات في مقلى. و قد صرح محللون في وقت سابق أن جبهة التحرير تغراي قد تتحول إلى التمرد بعد خسارتها الأراضي. وفي 30 نوفمبر، قال رئيس الوزراء الإثيوبي آبي أحمد علي للبرلمان إن الجنود الاتحاديين لم يقتلوا مدنيا واحدا خلال الصراع الذي دام شهرا في منطقة تيغراي، وذكر أن جيشه لن يدمر مقلى. وفي 3 ديسمبر، قطعت الكهرباء في المدينة، مما شجع القوات المسلحة (ربما ميليشيا أمهرية) على نهب المتاجر ليلا، مما أجبر كثيرين على إغلاق أبوابها.